# Панта Раса (Флорида)
Панта Раса (енгл. Punta Rassa) насељено је место без административног статуса у америчкој савезној држави Флорида.

## Демографија
По попису из 2010. године број становника је 1.750, што је 19 (1,1%) становника више него 2000. године.
| Група             | 2000.         | 2010.         |
| Белци             | 1.714 (99,0%) | 1.723 (98,5%) |
| Афроамериканци    | 6 (0,3%)      | 15 (0,9%)     |
| Азијати           | 3 (0,2%)      | 3 (0,2%)      |
| Хиспаноамериканци | 4 (0,2%)      | 9 (0,5%)      |
| Укупно            | 1.731         | 1.750         |